# Mary, Did You Know?
Mary, Did You Know? är en julsång skriven av Mark Lowry och Buddy Greene, och 1991 inspelad av Michael English på hans självbetitlade album. Vickie Winans spelade 1994 in den på sitt självbetitlade album. Kenny Rogers & Wynonna Judd spelade in den 1997, medan den 2004 spelades in av Clay Aiken på albumet Merry Christmas with Love samt släpptes som singel 2005.
2002 spelades den in av Cee Lo på albumet Cee Lo's Magic Moment.
2014 spelades den in av Pentatonix på albumet That's Christmas to Me.

### Fotnoter
1. ↑  ”Merry Christmas with Love” (på engelska). Discogs. 11 mars 2014. http://www.discogs.com/Clay-Aiken-Merry-Christmas-With-Love/release/4639490. Läst 10 december 2014.
2. ↑  ”Mary, Did You Know?” (på engelska). Discogs. 11 mars 2014. http://www.discogs.com/Pentatonix-Thats-Christmas-To-Me/master/749618. Läst 10 december 2014.